# Вълчи дол (резерват)
Вълчи дол е резерват, разположен в Източни Родопи, България.

## Основаване и статут
Обявен е за резерват с обща площ 776,24 хектара със Заповед № 877 на Комитета за опазване на природната среда при Министерски съвет от 25.11.1980 година, с цел запазването на единствена тогава в България колония на белоглави лешояди. Той е част от Защитена зона „Студен кладенец“ и от орнитологично важното място „Студен кладенец“.

## География
Резерватът Вълчи дол е единственият строг резерват в Източните Родопи. Разположен е южно от язовир Студен кладенец, в землищата на селата Студен кладенец, Стари чал и Бойник, община Крумовград, Кърджалийска област.

## Флора
Ландшафтът е изключително разнообразен: скали, пасища, гори, храсти. В резервата много силно е изразено средиземноморското влияние върху климата, което е дало отражение върху флората и фауната. Територията му включва разнообразни местообитания.
Преобладава храстовидната растителност представена от драка, келяв габър, мъждрян, клен и вечнозелени храсталаци от средиземноморски тип с преобладаваща червена хвойна. Във високите части има широколистни гори от бук, благун, горун, цер, вергилиев дъб и космат дъб, а в ниските билни части са разположени съобщества на люляк.
Голямо е видовото разнообразие на растения, редица от които са редки и ендемити. Установени са 413 вида висши растения, от които 1 български и 6 балкански ендемита. Един вид растение е застрашен, а 14 вида са редки, включени в Червената книга на България. Сред тях са нежният лопен, родопската горска майка, родопският силивряк, райхенбахова перуника, трипръста каменоломка, испанска тлъстига, вандазово кукувиче грозде, сръбският ранилист, хипомаратума. Срещат се и 27 вида орхидеи, от които най-красиви са пурпурния салеп и недоразвития лимодорум. Особено интересен е родопският силивряк, който е балкански ендемит и терциерен реликт. Освен като „орфеево цвете“, което е свързано с древна легенда, той е известен и с името „феникс“, заради способността му да престои изсъхнал в продължение на повече от 2 години и след поставянето му в подходящи условия да възстанови жизнените си функции.

## Фауна
Във Вълчи дол има изключително разнообразие на грабливи птици. Установени са 23
вида, от които 21 са включени в Червената книга на България. Тук се срещат белоглав лешояд, египетски лешояд, белоопашат мишелов, керкенез, черен щъркел, гарван, бухал, скална зидарка, син скален дрозд, испанско каменарче, голям маслинов присмехулник, малко черноглаво коприварче, червеногушо коприварче, белочела сврачка, черноглава овесарка, зеленогуша овесарка. Районът е важно място за търсене на храна и почивка на черния лешояд и царския орел, които са световно застрашени.
Особено внимание заслужава белоглавият лешояд, който е една от редките и изчезващи птици. Върху огромната скала Картал кая през 1978 г. е открита първата естествено завърнала се колония на белоглави лешояди в България. В съседство с резервата е обособена специална площадка за подхранване на лешоядите и е направена постройка за тяхното наблюдение.
Голямо е разнообразието на влечуги и земноводни. Те са представени от 21 вида, сред които змиегущер, тънък стрелец, смок мишкар, змия червейница, вдлъбнаточел смок, жълтокоремник.
От едрите бозайници се срещат вълк, дива свиня, сърна, благороден елен и елен лопатар.